# Rabbah
Rabba(h) (Rabba bar Nachmani) war ein wichtiger Amoräer der 3. Generation in Babylonien.
Er war der Onkel von Abaje, aus einer Familie, die sich auf den Priester Eli zurückführte, Schüler von Rab Huna in Sura und von Rab Jehuda in Pumbedita, Nachfolger des Rab Huna bar Chijja als wichtigster Lehrer, nach der Tradition auch 22 Jahre lang Oberhaupt des Lehrhauses zu Pumbedita nach Jehudas Tod. Er war wahrscheinlich niemals in Palästina; wegen seiner scharfen Dialektik als Berge-Entwurzeler (oqer harim, Berachot 64 a) bezeichnet.
Rabbah war bekannt für seine hohen Hörerzahlen, die in den Kalla-Monaten (Elul, Adar) 12 000 erreichten (Baba Mezia 86a).
Er lebte in Armut und starb im Jahr 330 im Alter von 40 Jahren.